# Baltic Pipe

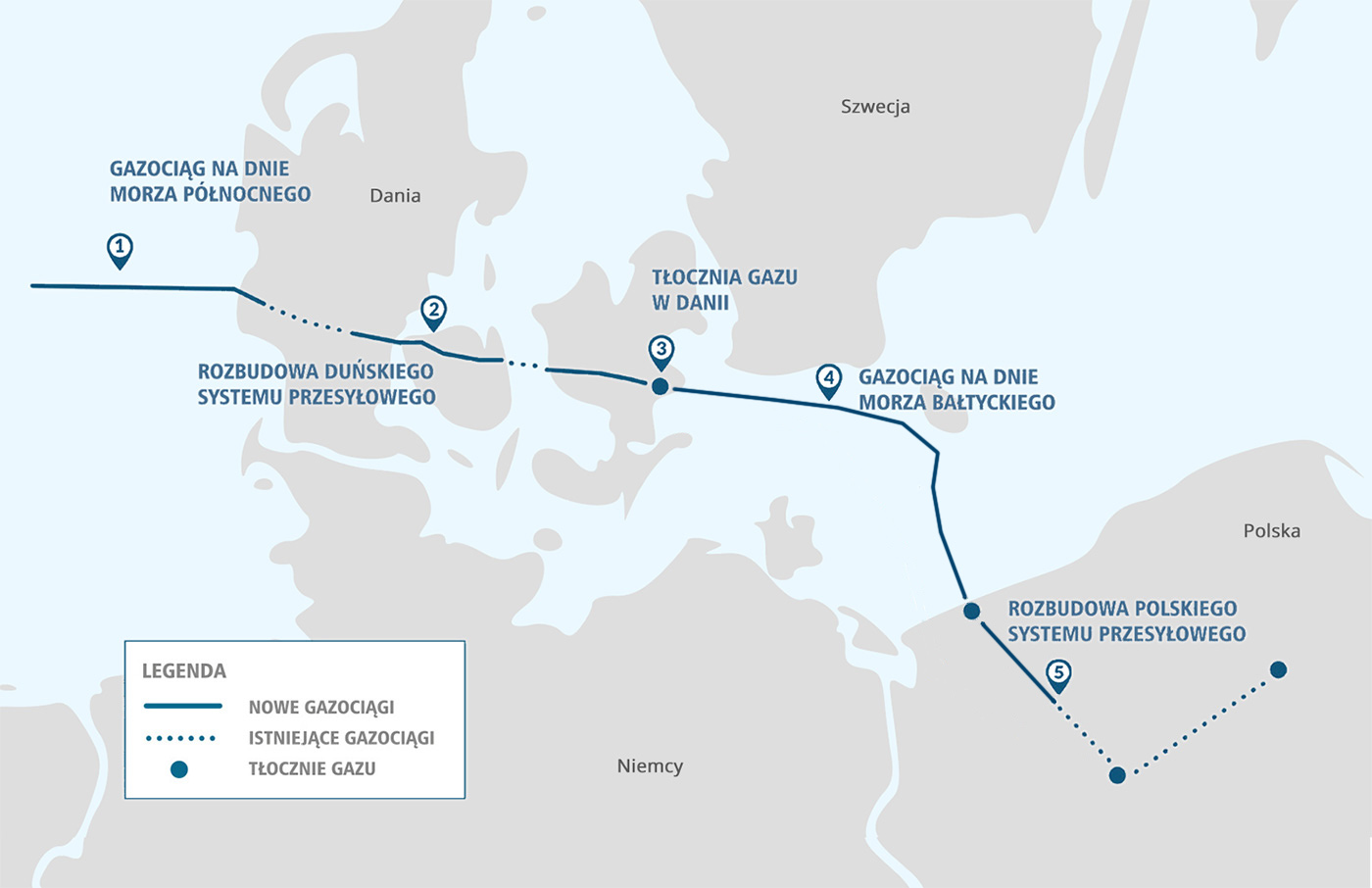
Мапа газопроводу

Baltic Pipe — чинний газогін між норвезьким сектором Північного моря та Польщею. Це стратегічний інфраструктурний проєкт для створення нового коридору газопостачання. Спершу планувалося, що після завершення будівництва у січні 2023 року він транспортуватиме природний газ із Північного моря до Польщі через Данію об'ємом до 10 млрд м³/рік.
Проєкт розробляли данський оператор транспортування газу та електроенергії Energinet та польський оператор газотранспортної мережі Gaz-System. Проєкт визнано проєктом спільного інтересу Європейського Союзу.

## Історія проєкту
Проєкт стартував у 2001 році, коли данська нафтогазова компанія DONG і польська нафтогазова компанія PGNiG підписали угоду про будівництво газопроводу та постачання данського газу до Польщі.
Було досягнуто домовленості про створення трубопровідного консорціуму з двома третинами акцій, що належать DONG і однією третиною — PGNiG з можливою участю Statoil.
Проте незабаром після цього проєкт було призупинено через економічну доцільність.
Проєкт було відновлено у 2007 році.
2 травня 2007 року PGNiG і Energinet, данський оператор транспортної системи, який отримав у DONG газотранспортну мережу Данії, підписали угоду про вивчення можливості будівництва Baltic Pipe.
У серпні 2008 року уряд Польщі замінив PGNiG на повністю державного оператора трубопроводів Gaz-System як партнера проєкту.
18 травня 2009 року Європейська комісія оголосила конкурс на отримання грантів у рамках Європейської енергетичної програми відновлення. На реалізацію проєктів Skanled і Baltic Pipe пропонувалося виділити близько 150 млн євро. Європейська комісія виділила 3,2 млн євро на технічне проєктування газогону. Проте 16 червня 2009 року Gaz-System призупинила реалізацію проєкту через призупинення проєкту Skanled та відсутність попиту на природний газ у Польщі.
Проєкт був відновлений Польщею у лютому 2010 року після перегляду проєкту, щоб зменшити використання вугілля та газу з Росії.
Поточний проєкт було започатковано у 2016 році, коли було проведено нове техніко-економічне обґрунтування.
Проєкт був включений Європейською комісією до першого списку проєктів спільного інтересу в 2013 році, а також до обов'язкового списку 18 листопада 2015 року.
24 листопада 2017 року він був включений втретє.
У середині 2017 року «Energinet» та «Gaz-System» запустили тендер з продажу газу.
У січні 2018 року вони підписали 15-річні угоди з учасниками ринку. У 2018 році громадські слухання відбулися в Данії, Швеції, Німеччині та Польщі. У липні 2018 року було надано 18,3 мільйона євро субсидії від Connecting Europe Facility. У квітні 2019 року Європейська комісія надала проєкту фінансування у розмірі 214,9 млн євро.
В 2018—2020 роках були проведені аналітичні, пошукові та проєктні роботи для отримання необхідних дозволів на будівництво та експлуатацію Baltic Pipe.
У 2018 році 48 % електроенергії, виробленої в Польщі, було отримано з кам'яного вугілля, 29 % — з бурого вугілля, 13 % — з відновлюваних джерел (переважно енергія вітру) і 7 % — з природного газу.
3 червня 2021 року Данська апеляційна рада з питань навколишнього середовища та харчових продуктів оголосила, що вона скасувала дозвіл на землю, виданий у 2019 році Baltic Pipe.
Згідно з рішенням апеляційної комісії, дозвіл на проєкт, виданий Данським агентством з охорони навколишнього середовища, недостатньо виклав заходи, які будуть вжиті для захисту сонь, північних березових мишей і кажанів під час будівництва 210 км газагону через Данію.
Рішення означало, що екологічне агентство Данії має провести додаткові дослідження.
19 червня 2021 року Данське агентство з охорони навколишнього середовища повідомило, що Baltic Pipe Project може відновити будівельні роботи на окремих ділянках 210-кілометрового маршруту через Данію.
Очікується, що загальний проект буде відкладено на 3 місяці, але він зможе забезпечити значну частину узгодженої потужності до жовтня 2022 року, працюючи над досягненням повної потужності до кінця 2022 року.
21 грудня 2021 року Данське агентство з охорони навколишнього середовища розпочало 8-тижневий період слухань щодо Звіту про оцінку впливу на навколишнє середовище Baltic Pipe та слухання проекту.
1 березня 2022 року Данське агентство з охорони навколишнього середовища видало новий екологічний дозвіл для газопроводу Baltic Pipe після того, як початковий дозвіл був скасований Данською апеляційною радою з питань навколишнього середовища та харчових продуктів у 2021 році. Завдяки новому дозволу Energinet може відновити будівництво окремих частин проекту у східній частині півострова Ютландія та на західній частині острова Фюн.
У квітні 2022 року було здійснено підключення до секції Північного моря. Роботи все ще залишалися на суші.
Energinet планує ввести в експлуатацію Baltic Pipe з частковою потужністю з 1 жовтня 2022 року, використовуючи частини існуючої газотранспортної мережі в Данії як тимчасову заміну частин, які були відкладені. Очікувалося, що весь проект мало бути запущено на повну річну потужність до 10 млрд м³ до 1 січня 2023 року. До серпня трубопровід між Данією та Польщею було зварено, випробувано та очищено.
15 вересня PGNiG оголосила, що на норвезькому нафтогазовому родовищі Copernicus, 50 % акцій якого вони володіють, не виявлено вуглеводнів.
23 вересня PGNiG і Equinor оголосили про 10-річне постачання газу через Baltic Pipe по 2,4 млрд м³/рік в 2023—2033 рік . Відкриття відбулося в польському Щецині 27 вересня 2022 року. 1 жовтня Польща почала отримувати газ із Норвегії.  Після відкриття міністр енергетики України Герман Галущенко заявив, що Україна розраховує підвищити надійність газопостачання.

## Технічні особливості
Підводний трубопровід завдовжки 275 км мав з'єднати Факс у Данії та Нехоже-Поґожелиця у Польщі. Вартість будівництва цього трубопроводу оцінювалася в €335-350 млн залежно від діаметра труби.
Його планувалося побудувати так, щоб газ проходив в обох напрямках.
Поточний проєкт складається з п'яти основних секцій:
- Підводний газогін у Північному морі — морський газогін між Норвезькою газовою мережею у Північному морі та газотранспортною системою Данії, що буде підключений до Europipe II[en], який з'єднує Норвегію та Німеччину. Його вихід на сушу буде на західному узбережжі Данії поблизу міста Блааб'єрг[en]. Морський трубопровід будуватиме та експлуатуватиме компанія «Energinet».
- Берег Данії — розширення існуючої системи транспортування Данії із заходу на схід, що містить 200 км нових трубопроводів. Заплановане розширення в Данії включає будівництво нового трубопроводу від Блааб'єрг до Нюбру, будівництво приймального заводу в Нюбру, будівництво нового трубопроводу від Егтвед[en] до Малого Бельту, будівництво нового трубопроводу через Малий Бельт, будівництво нового трубопроводу через Фюн від Малого Бельта до Нюборга, будівництво нового трубопроводу на острові Зеландія від Конгсмарка до берега Балтійського моря у південно-східній частині Зеландії. Будуватиме та експлуатуватиме його компанія «Energinet».
- Компресорна станція в Данії, розташована у східній частині Зеландії, необхідна для трубопроводу між Данією та Польщею. Це також забезпечить реверс. Будуватиме та експлуатуватиме його компанія «Energinet», співфінансує компанія «Gaz-System».
- Підводний газогін у Балтійському морі завдовжки 275 км між Данією та Польщею забезпечує двонапрямну передачу газу. Маршрут пролягає через морські райони Данії та Польщі та виключну економічну зону Швеції з виходами на сушу у Факсе, Південна Данія та в Нехоже–Погожеліці, Польща. Морський трубопровід будуватиме та експлуатуватиме Gaz-System.
- Суходіл Польщі — розширення польської газотранспортної системи, що містить новий трубопровід завдовжки 230—340 км і три газокомпресорні станції. Він складається з будівництва сухопутного газопроводу Нехоже — Щецин, що з'єднує морський газопровід з національною газотранспортною системою, будівництва трубопроводу Голенюв — Львувек, розширення газокомпресорної станції Голенюв, будівництва газокомпресорної станції Ґустожин та розширення газопроводу до компресорної станції Одоланув. Його будуватиме та експлуатуватиме компанія Gaz-System.

Газогін має потужність транспортування газу 10 млрд м³/рік з Норвегії в Данію та Польщу та 3 млрд м³/рік з Польщі в Данію.
Трубопровід із Північного моря до Польщі має довжину 800—950 км. Baltic Pipe має потужність, щоб замінити приблизно 60 % імпорту польського газу з Росії через газогін Ямал.

### Задіяні судна
Спорудження офшорної частини виконало трудобукладальне судно "Castorone".
Траншейні роботи загальною довжиною біля 50 кілометрів та обсягом 1 млн м3 провели грейферні земснаряди/каменеукладальні судна "Grane R" та "Heimdal R", грейферні земснаряди "Tjalfe R" та "Gungner R", землесосний снаряд "Toste R", ківшевий земснаряд "Mjølner R".
Над переходом через протоку Малий Бельт працювали ківшевий земснаряд "Nordic Giant", а також грейферний земснаряд та землесосний снаряд.